# 베데스다 대학교
베데스다 대학교(Bethesda University)는 여의도순복음교회에서 1976년 조용기에 의해 미국에 설립한 사립 기독교 대학이다. 캘리포니아주 애너하임에 위치해 있다.
이 대학교는 성경고등교육협회(Association for Biblical Higher Education)와 다국적 기독교 대학 및 학교 협회(Transnational Association of Christian Colleges and Schools)의 인증을 받았으며 캘리포니아주 사립 고등 교육국(Bureau for Private Postsecondary Education)의 승인을 받았다.